# ESTREAM
eSTREAM je projekt pro „identifikaci nových proudových šifer vhodných pro široké přijetí“  organizovaný sítí EU ECRYPT. Byl zřízen v důsledku selhání všech šesti proudových šifer předložených do projektu NESSIE . Výzva k přijetí primitiv byla poprvé vydána v listopadu 2004. Projekt byl dokončen v dubnu 2008. Projekt byl rozdělen do samostatných fází a cílem projektu bylo najít algoritmy vhodné pro různé aplikační profily.

## Profily
Příspěvky do eSTREAM spadají do jednoho nebo obou ze dvou profilů:
- Profil 1: „Proudové šifry pro softwarové aplikace s vysokými požadavky na propustnost “
- Profil 2: „Proudové šifry pro hardwarové aplikace s omezenými prostředky, jako je omezené úložiště, počet bran nebo spotřeba energie.“

Oba profily obsahují podkategorii „A“ (1A a 2A) se šiframi, které kromě šifrování poskytují také ověřování. Ve Fázi 3 se neuvažuje o žádné šifře poskytující autentizaci (Šifra NLS z ní odstranila autentizaci, aby zlepšila svůj výkon).

## Portfolio eSTREAM
Od září 2011 tvoří portfolio eSTREAM následující šifry:
| Profil 1 (software)                                     | Profil 2 (hardware)                                 |
| ------------------------------------------------------- | --------------------------------------------------- |
| HC-128 Archivováno 1. 7. 2012 na Wayback Machine.       | Grain Archivováno 6. 10. 2008 na Wayback Machine.   |
| Rabbit Archivováno 13. 6. 2012 na Wayback Machine.      | MICKEY Archivováno 1. 7. 2012 na Wayback Machine.   |
| Salsa20 / 12 Archivováno 5. 4. 2016 na Wayback Machine. | Trivium Archivováno 23. 9. 2015 na Wayback Machine. |
| SOSEMANUK Archivováno 14. 4. 2012 na Wayback Machine.   |                                                     |

Všechny tyto šifry jsou volně dostupné pro jakékoli využití. Rabbit byla jediná šifra, která získala patent během soutěže eStream, ale do veřejného vlastnictví byl propuštěn v říjnu 2008.
Původní portfolio, publikované na konci Fáze 3, sestávalo z výše uvedených šifer plus F-FCSR, který byl v profilu 2. Nicméně, kryptoanalýza F-FCSR vedla k revizi portfolia v září 2008, která odstranila tuto šifru.

## Fáze

### Fáze 1
Fáze 1 zahrnovala obecnou analýzu všech podaných šifer s cílem vybrat podmnožinu předložených návrhů pro další kontrolu. Návrhy byly přezkoumány na základě kritérií bezpečnosti, výkonu (s ohledem na blokovou šifru AES - standard schválený vládou USA), jednoduchosti a pružnosti, odůvodnění a podpůrné analýzy, a jasnosti a úplnosti dokumentace. Podané šifry v profilu 1 byly přijaty, pouze pokud prokázaly vyšší softwarový výkon než AES-128 v čítačovém režimu .
Aktivity ve Fázi 1 zahrnovaly velké množství analýz a prezentací výsledků analýz i diskuse. V rámci projektu byl také vyvinut rámec pro testování výkonnosti kandidátů. Rámec byl poté použit pro srovnání kandidátů na široké škále systémů.
Dne 27. března 2006 projekt eSTREAM oficiálně oznámil konec 1. fáze.

### Fáze 2
1. srpna 2006 byla oficiálně zahájena Fáze 2. Pro každý z profilů byla vybrána řada algoritmů jako algoritmy Zaměření Fáze 2. Jedná se o návrhy, se kterými eSTREAM zachází se zvláštním zájmem a podporuje více kryptoanalýzy a hodnocení výkonu u těchto algoritmů. Navíc je pro každý profil přijata řada algoritmů jako algoritmy Fáze 2, což znamená, že jsou stále platné jako kandidáti projektu eSTREAM. Kandidáti na Fázi Zaměření 2 budou každých šest měsíců přehodnocovány.

### Fáze 3
Fáze 3 byla zahájena v dubnu 2007. Kandidáti na profil 1 (software) jsou:
- CryptMT (verze 3)
- Dragon
- HC (HC-128 a HC-256)
- LEX (LEX-128, LEX-192 a LEX-256)
- NLS (NLSv2, pouze šifrování, nikoli ověřování)
- Rabbit
- Salsa20 / 12
- SOSEMANUK

Kandidáti na profil 2 (hardware) jsou:
- DECIM (DECIM v2 a DECIM-128)
- F-FCSR (F-FCSR-H v2 a F-FCSR-16)
- Grain (Grain v1 a Grain-128)
- MICKEY (MICKEY 2.0 a MICKEY-128 2.0)
- Moustique, Pomaranch (verze 3)
- Trivium

Fáze 3 skončila dne 15. dubna 2008 oznámením kandidátů, kteří byli vybráni pro konečné portfolio eSTREAM. Vybrané algoritmy profilu 1 byly: HC-128, Rabbit, Salsa20/12 a SOSEMANUK. Vybrané algoritmy profilu 2 byly: F-FCSR-H v2, Grain v1, Mickey v2 a Trivium.

## Podání
| Klíč |                                                                            |
| ---- | -------------------------------------------------------------------------- |
| P    | V profilu eSTREAM                                                          |
| P    | Dříve v profilu eSTREAM                                                    |
| 3    | Šifra „Fáze 3“                                                             |
| F    | Šifra „Focus Phase 2“                                                      |
| 2    | Šifra „Fáze 2“                                                             |
| A    | „Archivovaná“ šifra                                                        |
| M    | Zahrnuje MAC                                                               |
| pat  | Patentováno nebo patent čeká na vyřízení; některá použití vyžadují licenci |
| pat  | Byl pat, nyní zdarma pro jakékoli použití                                  |

### V portfoliu eSTREAM
Šifry portfolia eSTREAM k lednu 2012 jsou 
| Profil 1 (software) | Profil 2 (Hardware) |
| ------------------- | ------------------- |
| 128bitový klíč      | 80bitový klíč       |
| HC-128              | Grain v1            |
| Rabbit              | MICKEY 2.0          |
| Salsa20 / 12        | Trivium             |
| SOSEMANUK           | -                   |

Verze šifry portfolia eSTREAM podporující prodloužené délky klíčů:
| Profil 1 (software) | Profil 2 (Hardware) |
| ------------------- | ------------------- |
| 256bitový klíč      | 128bitový klíč      |
| HC-256              | -                   |
| -                   | MICKEY -128 2.0     |
| Salsa20 / 12        | -                   |
| -                   | -                   |

Všimněte si, že 128bitová verze Grain v1 není již návrháři podporována a byla nahrazena Grain-128a. Grain-128a se nepovažuje za součást portfolia eSTREAM.
K prosinci 2008:
| Šifra                               | eSTREAM webová stránka                      | Profil 1 (software) | Profil 2 (Hardware) | Vlastnosti | Zadavatelé |
| ----------------------------------- | ------------------------------------------- | ------------------- | ------------------- | ---------- | --- |
| Grain                               | Archivováno 1. 7. 2012 na Wayback Machine.  |                     | PF                  |            | Martin Hell, Thomas Johansson a Willi Meier |
| HC-256 (HC-128, HC-256)             | Archivováno 1. 7. 2012 na Wayback Machine.  | PF                  |                     |            | Hongjun Wu |
| MICKEY (MICKEY 2.0, MICKEY-128 2.0) | Archivováno 1. 7. 2012 na Wayback Machine.  |                     | PF                  |            | Steve Babbage a Matthew Dodd |
| Rabbit                              | Archivováno 1. 7. 2012 na Wayback Machine.  | P                   | 2                   | pat        | Martin Boesgaard, Mette Vesterager, Thomas Christensen a Erik Zenner |
| Salsa20                             | Archivováno 1. 7. 2012 na Wayback Machine.  | PF                  | 2                   |            | Daniel J. Bernstein |
| SOSEMANUK                           | Archivováno 1. 7. 2012 na Wayback Machine.  | P                   |                     |            | Pojďte Berbain, Olivier Billet, Anne Canteaut , Nicolas Courtois, Henri Gilbert, Louis Goubin, Aline Gouget, Louis Granboulan, Cédric Lauradoux, Marine Minier, Thomas Pornin a Hervé Sibert |
| Trivium                             | Archivováno 26. 6. 2012 na Wayback Machine. |                     | PF                  |            | Christophe De Cannière a Bart Preneel |

### Již není v portfoliu eSTREAM
Tato šifra byla v původním portfoliu, ale byla odstraněna v revizi 1, publikované v září 2008.
| Šifra                           | eSTREAM webová stránka                     | Profil 1 (software) | Profil 2 (Hardware) | Vlastnosti | Zadavatelé                                          |
| ------------------------------- | ------------------------------------------ | ------------------- | ------------------- | ---------- | --------------------------------------------------- |
| F-FCSR (F-FCSR-H v2, F-FCSR-16) | Archivováno 1. 7. 2012 na Wayback Machine. |                     | P                   |            | Thierry Berger, François Arnault a Cédric Lauradoux |

### Vybráni jako kandidáti fáze 3, ale ne pro portfolio
| Šifra                        | eSTREAM webová stránka                      | Profil 1 (software) | Profil 2 (Hardware) | Vlastnosti | Zadavatelé |
| ---------------------------- | ------------------------------------------- | ------------------- | ------------------- | ---------- | --- |
| CryptMT (verze 3)            | Archivováno 18. 6. 2012 na Wayback Machine. | 3                   |                     | pat        | Makoto Matsumoto, Hagita Mariko, Takuji Nishimura a Matsuo Saito |
| DECIM (DECIM v2, DECIM-128)  | Archivováno 1. 7. 2012 na Wayback Machine.  |                     | 3                   | pat        | Come Berbain, Olivier Billet, Anne Canteaut, Nicolas Courtois, Blandine Debraize, Henri Gilbert, Louis Goubin, Aline Gouget, Louis Granboulan, Cédric Lauradoux, Marine Minier, Thomas Pornin a Hervé Sibert |
| Dragon                       | Archivováno 1. 7. 2012 na Wayback Machine.  | 3F                  |                     |            | Ed Dawson, Kevin Chen, Matt Henricksen, William Millan, Leonie Simpson, HoonJae Lee, SangJae Moon |
| Edon80                       | Archivováno 4. 9. 2012 na Wayback Machine.  |                     | 3                   |            | Danilo Gligoroski, Smile Markovski, Ljupco Kocarev a Marjan Gusev |
| LEX                          | Archivováno 1. 7. 2012 na Wayback Machine.  | 3F                  | 2                   |            | Alex Biryukov |
| MOSQUITO (aka Moustique)     | Archivováno 1. 7. 2012 na Wayback Machine.  |                     | 3                   |            | Joan Daemen a Paris Kitsos |
| NLS (NLSv2, pouze šifrování) | Archivováno 1. 7. 2012 na Wayback Machine.  | 3                   |                     |            | Gregory Rose, Philip Hawkes, Michael Paddon a Miriam Wiggers de Vries |
| Pomaranch (verze 3)          | Archivováno 1. 7. 2012 na Wayback Machine.  |                     | 3                   |            | Tor Helleseth, Cees Jansen a Alexander Kolosha |

### Vybráni jako kandidáti na fázi 2, ale ne jako kandidáti na fázi 3
| Šifra  | eSTREAM webová stránka                     | Profil 1 (software) | Profil 2 (Hardware) | Vlastnosti | Zadavatelé                                                   |
| ------ | ------------------------------------------ | ------------------- | ------------------- | ---------- | ------------------------------------------------------------ |
| Phelix | Archivováno 1. 7. 2012 na Wayback Machine. | F                   | F                   | M          | Doug Whiting, Bruce Schneier, Stefan Lucks a Frédéric Muller |
| Py     | Archivováno 1. 7. 2012 na Wayback Machine. | F                   |                     |            | Eli Biham a Jennifer Seberry                                 |

### Vybráni jako kandidáti fáze 2, ale ne jako kandidáti fáze 3
| Šifra      | eSTREAM webová stránka                      | Profil 1 (software) | Profil 2 (Hardware) | Vlastnosti | Zadavatelé                                                            |
| ---------- | ------------------------------------------- | ------------------- | ------------------- | ---------- | --------------------------------------------------------------------- |
| ABC        | Archivováno 1. 7. 2012 na Wayback Machine.  | 2                   |                     |            | Vladimir Anashin, Andrey Bogdanov, Ilya Kizhvatov a Sandeep Kumar     |
| Achterbahn | Archivováno 1. 7. 2012 na Wayback Machine.  |                     | 2                   |            | Berndt Gammel, Rainer Göttfert a Oliver Kniffler                      |
| DICING     | Archivováno 1. 7. 2012 na Wayback Machine.  | 2                   |                     |            | Li An-Ping                                                            |
| Hermes8    | Archivováno 1. 7. 2012 na Wayback Machine.  | A                   | 2                   |            | Ulrich Kaiser                                                         |
| NLS        | Archivováno 1. 7. 2012 na Wayback Machine.  | 2                   | 2                   |            | Gregory Rose, Philip Hawkes, Michael Paddon a Miriam Wiggers de Vries |
| Polar Bear | Archivováno 1. 7. 2012 na Wayback Machine.  | 2                   | 2                   |            | Johan Håstad a Mats Näslund                                           |
| Pomaranch  | Archivováno 1. 7. 2012 na Wayback Machine.  | A                   | 2                   |            | Cees Jansen a Alexander Kolosha                                       |
| SFINKS     | Archivováno 6. 10. 2008 na Wayback Machine. |                     | 2                   | M          | Braeken, Joseph Lano, Nele Mentens, Bart Preneel a Ingrid Verbauwhede |
| TSC-3      | Archivováno 1. 7. 2012 na Wayback Machine.  |                     | 2                   |            | Jin Hong, Dong Hoon Lee, Yongjin Yeom, Daewan Han a Seongtaek Chee    |
| VESTA      | Archivováno 4. 3. 2016 na Wayback Machine.  |                     | 2                   | M pat      | Sean O'Neil, Benjamin Gittins a Howard Landman                        |
| WG         | Archivováno 11. 1. 2007 na Wayback Machine. |                     | 2                   |            | Guang Gong a Yassir Nawaz                                             |
| Yamb       | Archivováno 4. 10. 2016 na Wayback Machine. | 2                   | 2                   |            | LAN krypto                                                            |
| ZK-krypta  | Archivováno 20. 8. 2008 na Wayback Machine. |                     | 2                   | M pat      | Carmi Gressel, Ran Granot a Gabi Vago                                 |

### Nevybráni jako kandidáti Fáze Zaměření 2
| Šifra       | eSTREAM webová stránka                     | Profil 1 (software) | Profil 2 (Hardware) | Vlastnosti | Zadavatelé                                                            |
| ----------- | ------------------------------------------ | ------------------- | ------------------- | ---------- | --------------------------------------------------------------------- |
| Frogbit     | Archivováno 1. 7. 2012 na Wayback Machine. | A                   |                     | M pat      | Thierry Moreau                                                        |
| Fubuki      | Archivováno 1. 7. 2012 na Wayback Machine. | A                   |                     | pat        | Makoto Matsumoto, Hagita Mariko, Takuji Nishimura a Matsuo Saito      |
| MAG         | Archivováno 1. 7. 2012 na Wayback Machine. | A                   | A                   |            | Rade Vuckovac                                                         |
| Mir-1       | Archivováno 1. 7. 2012 na Wayback Machine. | A                   |                     |            | Alexander Maximov                                                     |
| SSS         | Archivováno 1. 7. 2012 na Wayback Machine. | A                   | A                   | M          | Gregory Rose, Philip Hawkes, Michael Paddon a Miriam Wiggers de Vries |
| TRBDK3 YAEA | Archivováno 1. 7. 2012 na Wayback Machine. | A                   | A                   |            | Timothy Brigham                                                       |